# Batería de litio recargable de película delgada

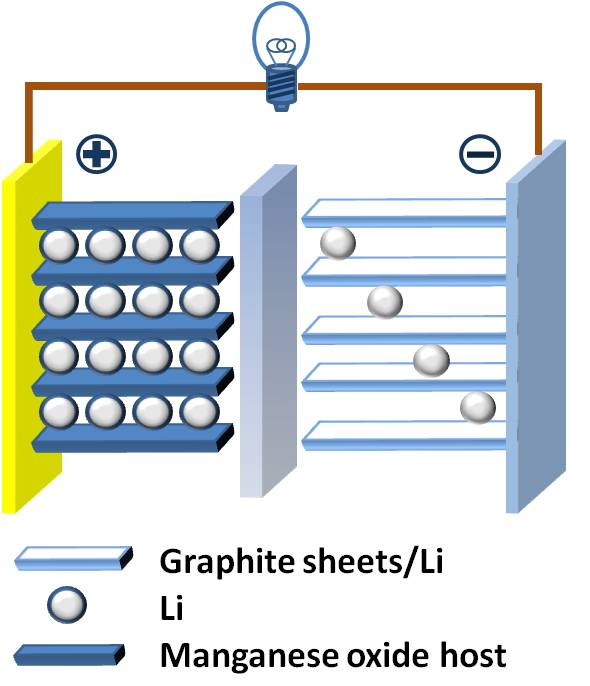
Batería de ion de litio

La batería de iones de litio de película delgada es similar a la batería de iones de litio, pero está compuesta de materiales finos, algunos sólo de espesor nanométrico o micrométrico, lo que permite que la batería final sea sólo de milímetros de espesor. Se han desarrollado y avanzado principalmente en la última década. Estas baterías consisten en un sustrato, electrolito, colector de corriente, ánodo, cátodo y un separador de carga. Ha habido mucha investigación sobre la determinación de los componentes más eficaces para este tipo de batería. Se ha demostrado recientemente que el papel de impresora, incluso ordinario, puede ser utilizado como un separador de carga y un sustrato. Estas baterías de película delgada son una mejora sobre las baterías comunes, secundarias o recargables de iones de litio en muchas maneras. Estas baterías presentan el mismo voltaje e intensidad que sus contrapartes voluminosas, pero sus dimensiones más delgadas permiten mayores aplicaciones, como la fabricación de dispositivos electrónicos más delgados, como los teléfonos móviles y ordenadores portátiles e incluso dispositivos médicos implantables y la reducción de peso de los dispositivos comunes que funcionan en la batería de energía debido a la alta densidad de energía de las baterías. Estas baterías se pueden conformar en cualquier forma y se pueden apilar, para ser utilizadas en paralelo, por lo tanto, incluso reduciendo aún más el espacio necesario para una batería.